# Brigata Nera Autonoma "Giovanni Gentile"
La Brigata Nera Autonoma "Giovanni Gentile" fu costituita dall'ex federale del Partito Fascista Repubblicano di Reggio Emilia Guglielmo Ferri.

## Storia

### Il federale Ferri a Reggio
Il 16 settembre 1944 Guglielmo Ferri fu nominato federale di Reggio Emilia per breve tempo, sostituendo Armando Wender, primo comandante della XXX Brigata Nera "Amos Maramotti", che era stato preso prigioniero dai partigiani. Intenzionato a riorganizzare il partito che dopo la cattura di Wender era senza guida e venuto a conoscenza dell'uccisione di due militi della Brigata preannunciò che come risposta alle uccisioni isolate di fascisti "è necessaria la più energica e decisa reazione, una reazione inesorabile, spietata, perché si possa alla fine trionfare sui disfattisti".
Infatti nella notte tra il 16 e il 17 settembre 1944, a Reggiolo furono uccisi in una sparatoria i militi Ambrogio Zanotti e Arturo Bianchini entrambi delle Brigate Nere reggiane, Ferri pertanto decise la rappresaglia. Il 19 settembre, circa 200 militi della Brigata Nera affluirono nel paese ed arrestarono una trentina di persone tra quelle che, pur essendo già iscritte al PNF, dopo l'armistizio dell'8 settembre 1943 non avevano rinnovato la tessera al PFR accusate di essere dei fascisti traditori. Di costoro, quattro che secondo un informatore locale stavano organizzando un nucleo di partigiani delle Fiamme Verdi e secondo il rapporto inoltrato da Ferri furono trovate in possesso di armi furono fucilate. Il giorno dopo la rappresaglia il Commissario Prefettizio Nasuelli, si tolse la vita con un colpo di pistola nella sua abitazione, motivando con uno scritto "l'impossibilità di sopravvivere al dolore causatogli dagli avvenimenti di quei giorni"
Dopo circa un mese di attività a Reggio Emilia e a seguito dell'avanzata degli eserciti Alleati ormai solidamente attestatisi sulla Linea Gotica Ferri ricevette da Pavolini l'ordine di predisporre il ripiegamento del reparto a nord del fiume Po e di inviare tutti i mezzi a Guastalla.

### Nasce la Brigata Autonoma "Gentile"
Durante la preparazioni per le operazioni di ripiego Ferri, insieme ad una ottantina di militi, senza apparente motivo, abbandonarono Reggio Emilia spostandosi nella provincia di Cremona. L'allontanamento di Ferri da Reggio Emilia fu vista dalle autorità fasciste repubblicane come una fuga e così si affrettarono a richiederne la sostituzione ; il 13 ottobre fu nominato il colonnello Ignazio Battaglia come nuovo segretario federale. Il 23 ottobre Ferri rientrò a Reggio Emilia dove dalla caserma della Brigata Nera asportò tutti gli automezzi, le armi e la cassa del reparto, fu chiaro solo più tardi che l'azione di Ferri rispondeva a precisi ordini giunti dal Ministero che lo impegnavano a costituire una Brigata Nera Autonoma. Seguirono Ferri anche i presidi di Novellara e Correggio. Riguardo alla mancata comunicazione alle autorità reggiane Ferri sostenne che l'ordine di Pavolini doveva essere eseguito immediatamente. Nel replicare alla accuse che si erano fatte largo a Reggio il tenente Spagni inviò una lettera ai propri commilitoni:
(Lettera del tenente Giuseppe Spagni)

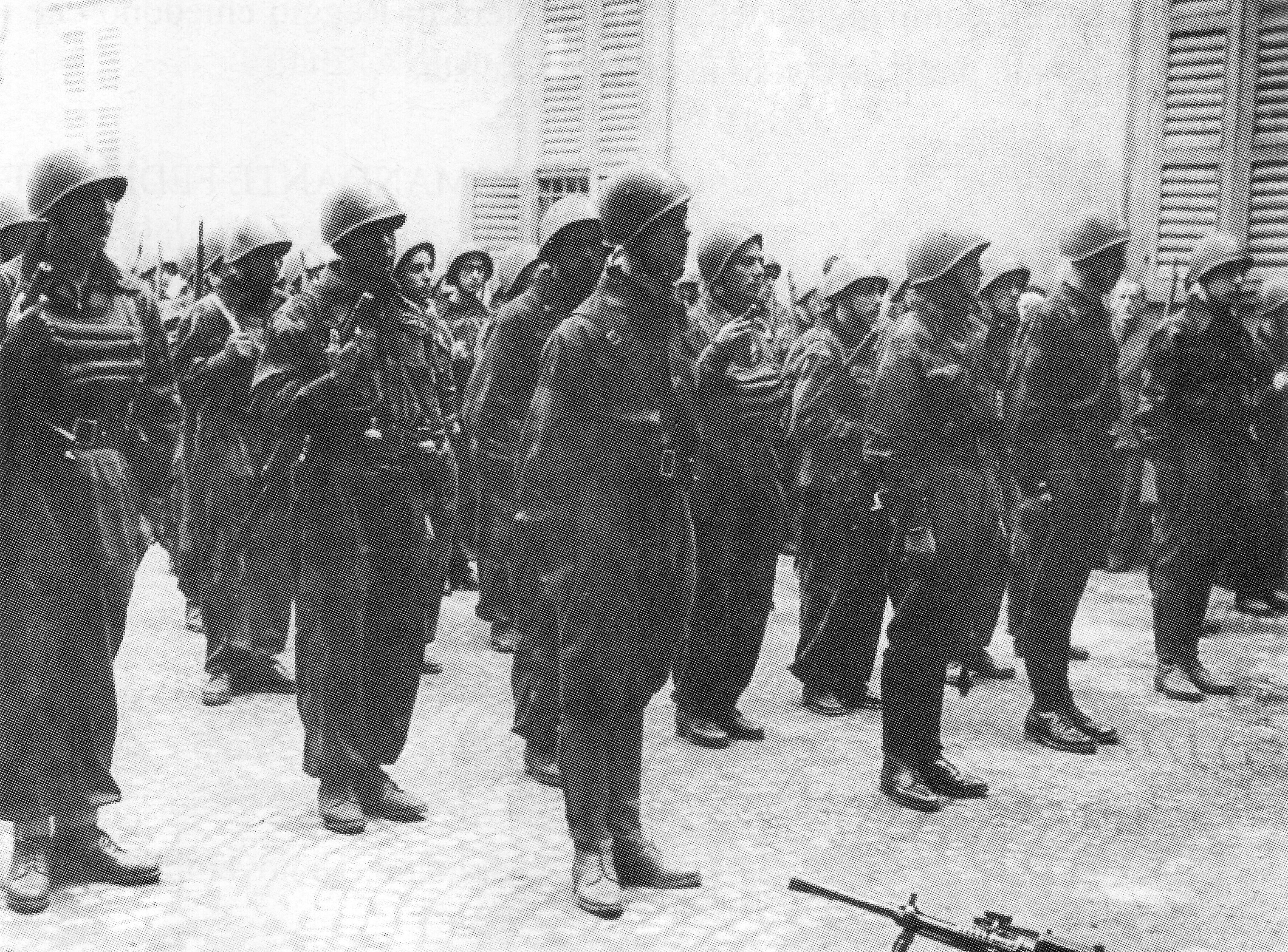
La Brigata Nera a Cremona poco prima della partenza per la Valtellina

Trasferitosi a Soncino in provincia di Cremona Ferri, con gli uomini della sua ex brigata, nell'autunno 1944 costituì la Brigata Nera Autonoma Giovanni Gentile dalla forza di una sola compagnia e svolse opera di presidio per tutto l'inverno. Il 6 novembre la Brigata fu posta a difesa del ponte che attraversava il fiume Oglio. Il periodo trascorso a Soncino passò tranquillo e la brigata non fu impiegata in operazioni militari rilevanti attendendo il trasferimento al nord. Nel gennaio 1945 la brigata aprì diversi uffici in diverse province della Lombardia che operavano a stretto contatto con le autorità locali con il compito di censire tutti i renitenti e gli sbandati Secondo Arrigo Ruini, capo di stato maggiore della "Giovanni Gentile" vi erano quattro categorie di persone: i renitenti, i disertori, gli sbandati e i "ribelli". Nei confronti di costoro si sarebbe dovuto procedere in differenti modi, i renitenti e i disertori sarebbero andati a servire nell'Esercito Repubblicano mentre gli sbandati e i "ribelli", a meno che non avessero commesso dei reati, dovevano essere avviati al lavoro presso imprese che operavano ai fini nazionali.
Prima della caduta della Repubblica Sociale Italiana, la Brigata si trasferì a Tirano, nel ridotto alpino repubblicano della Valtellina, dove operò insieme agli uomini della Milice française di Joseph Darnand. Su indicazione di Alessandro Pavolini assunse anche la nuova denominazione di "Compagnia Cremona". La compagnia rimase a presidiare Tirano fino al 29 aprile 1945 quando cedette le armi dopo essersi asserragliata nella Torre Torelli. Secondo Giorgio Pisanò fu l'ultimo reparto in tutta la Valtellina ad accettare la resa ricevendo anche l'onore delle armi dagli stessi partigiani. Il giorno precedente, alla notizia della cattura di Mussolini, si era già arresa la colonna di soccorso comandata dal maggiore della Guardia Nazionale Repubblicana di Frontiera Renato Vanna.

### I processi
Nell'immediato dopoguerra Ferri e una trentina di membri della Brigata Nera, dispregiativamente chiamati "Banda Ferri" dalle cronache giudiziarie, furono processati dalla Corte straordinaria di assise di Reggio Emilia per collaborazionismo e in particolare per aver preso parte alla rappresaglia avvenuta a Reggiolo. Nonostante gli imputati presenti negassero le accuse (molti erano latitanti) il 24 luglio 1945 furono inflitte ventiquattro condanne a morte. La sentenza fu annullata dalla Cassazione che trasmise gli atti alla corte di Parma per un nuovo processo ma stavolta contro solo otto imputati. Nessuna sentenza fu eseguita e le condanne o cancellate o ridotte.